# Acuminiseta ciliata
Acuminiseta ciliata är en tvåvingeart som först beskrevs av Oswald Duda 1925.  Acuminiseta ciliata ingår i släktet Acuminiseta och familjen hoppflugor.
Artens utbredningsområde är Singapore. Inga underarter finns listade i Catalogue of Life.